# Миллс, Элли
Элли Миллс (англ. Alley Mills; род. 9 мая 1951, Чикаго, Иллинойс) — американская телевизионная актриса. Она добилась наибольшей известности благодаря своей роли в комедийном сериале «Чудесные годы», где снималась на протяжении шести сезонов, с 1988 по 1993 год.
Миллс родилась в Чикаго, штат Иллинойс в семье телепродюсера. Она появилась в нескольких шоу, а в 1979 году получила главную женскую роль в ситкоме «Ассоциации». С тех пор она сыграла более пятидесяти ролей на экране и помимо «Чудесных годов» известна благодаря второстепенным ролям в сериалах «Блюз Хилл-стрит» и «Доктор Куин, женщина-врач». Начиная с 2006 года Миллс играет роль Памелы Дуглас, психически неуравновешенной отчужденной сестры героини Сьюзан Флэннери в дневной мыльной опере «Дерзкие и красивые».
В 1993 году Миллс вышла замуж за актёра Орсона Бина, который был старше её на 23 года. Их брак продлился до смерти Бина в ДТП в 2020 году.